# Shinobu Ikeda
Shinobu Ikeda (jap. 池田 司信, Ikeda Shinobu; * 5. Mai 1962 in der Präfektur Shizuoka) ist ein ehemaliger japanischer Fußballspieler.

## Nationalmannschaft
1985 debütierte Ikeda für die japanische Fußballnationalmannschaft.

## Errungene Titel
- Japan Soccer League: 1988/89, 1989/90
- Kaiserpokal: 1983, 1985, 1988, 1989, 1990